# Ralph de Haan
Ralph de Haan (Vijfhuizen, 10 juli 1986) is een voormalig Nederlands langebaanschaatser. Hij specialisatie was het allround schaatsen.

## Carrière
In zijn juniorentijd behoorde de Haan bij de top van de Nederlandse schaatstalenten. Zo wist hij onder meer in 2005 het Wereldrecord op de ploegenachtervolging neer te zetten in een team met Ted-Jan Bloemen en Wouter Olde Heuvel. Eind 2006 wist hij zich dan ook al op relatief jonge leeftijd in de subtop van het seniorenschaatsen te nestelen. Met een 11de plaats op het NK allround was hij een van de revelaties van dat toernooi.
Door zijn opvallende prestaties in het voorgaand seizoen maakte zijn entree in een commerciële schaatsploeg in 2007 bij VPZ, waar destijds Sijtje van der Lende de scepter zwaaide. Onder haar leiding wist hij nauwelijks progressie te boeken en wist hij zich op het NK allround niet te plaatsen voor slotafstand. Het daaropvolgende seizoen viel echter geheel in het water door een blessure. In seizoen 2009-2010 wist hij zich terug te knokken. Onder leiding van Bjarne Rykkje moest hij bij het NK afstanden van dat jaar nog genoegen nemen met een plaatsje op de reservelijst, maar hij wist zich later dat jaar wel te kwalificeren voor het NK allround. Tijdens dit hoogtepunt van zijn seizoen, stond hij na de eerste dag op een 11de plaats in het klassement. De volgende dag wist hij met een seizoensbesttijd op de 1500 m en een degelijke 10 km, deze plek te consolideren.

## Records

### Persoonlijke records
| Afstand      | Tijd     | Datum            | Baan       |
| ------------ | -------- | ---------------- | ---------- |
| 500 meter    | 37,91    | 23 december 2006 | Heerenveen |
| 1000 meter   | 1.14,82  | 14 december 2006 | Collalbo   |
| 1500 meter   | 1.50,18  | 13 oktober 2007  | Heerenveen |
| 3000 meter   | 3.48,98  | 11 augustus 2006 | Calgary    |
| 5000 meter   | 6.32,87  | 12 augustus 2006 | Calgary    |
| 10.000 meter | 13.57,25 | 22 januari 2007  | Turijn     |

### Wereldrecords
| Nr.  | Afstand                  | Tijd     | Datum           | Baan     |
| ---- | ------------------------ | -------- | --------------- | -------- |
| jr1. | Achtervolging (junioren) | *3.57,30 | 4 december 2005 | Collalbo |

* samen met Ted-Jan Bloemen en Wouter Olde Heuvel